# Hằng Sơn
Hằng Sơn (tiếng Trung phồn thể: 恆山; giản thể: 恒山; bính âm: Héng Shān) còn gọi là Nguyên Nhạc hay Thường Sơn, nằm ở huyện Hồn Nguyên tỉnh Sơn Tây, Trung Quốc, là một núi trong "Ngũ Nhạc", nên còn gọi là Bắc Nhạc. Đỉnh cao nhất của Hằng Sơn là Thiên Phong Lĩnh cao 2.016,1m, miếu thờ chính là miếu Bắc Nhạc, thờ thần Hằng Sơn (Bắc Nhạc đại đế). Tương truyền rằng vua Thuấn khi đi tuần thú tới đây đã phong Hằng Sơn là Bắc Nhạc. Theo Đạo giáo, một trong bát tiên là Trương Quả Lão cũng tu tiên tại đây, và sau cùng, tại đỉnh Hằng Sơn, ông đã cưỡi một chiếc lông bay lên trời.
Từ đầu thời kỳ Tây Hán, Hằng Sơn đã có chùa miếu; đến thời kỳ Minh, Thanh thì chùa miếu đã khá đông đúc, với "tam tự, tứ từ, cửu đình các, thất cung, bát động, thập nhị miếu" (ba chùa, bốn đền thờ, chín đình gác, bảy cung, tám động, mười hai miếu). Phong cảnh Hằng Sơn vừa hùng vĩ, vừa hiểm trở với các ngôi chùa kì lạ, các dòng suối đẹp, được Từ Hà Khách (1587-1641) thời nhà Minh ghi chép lại trong Từ Hà Khách du ký. Thời cổ Hằng Sơn có tới 18 thắng cảnh, ngày nay còn tồn tại Triều điện, Hội Tiên phủ, Cửu Thiên cung cùng Kim Long khẩu và Huyền Không tự. Chùa Huyền Không cách cửa núi Hằng Sơn khoảng 3 km, được xây dựng khoảng cuối thời Bắc Ngụy với kiến trúc đặc sắc, có thể khái quát là "kì, huyền, xảo". 